# لافينتي مولنار
لافينتي مولنار (بالرومانية: Levente Molnár)‏ هو ممثل روماني، ولد في 10 مارس 1976 في رومانيا.

## وصلات خارجية
- لافينتي مولنار على موقع IMDb (الإنجليزية)
- لافينتي مولنار على موقع ألو سيني (الفرنسية)
- لافينتي مولنار على موقع أول موفي (الإنجليزية)
- لافينتي مولنار على موقع قاعدة بيانات الأفلام السويدية (السويدية)
- لافينتي مولنار على موقع قاعدة بيانات الفيلم (الإنجليزية)
- لافينتي مولنار على موقع كينوبويسك (الروسية)